# Ofensiva de la Pomerània Oriental

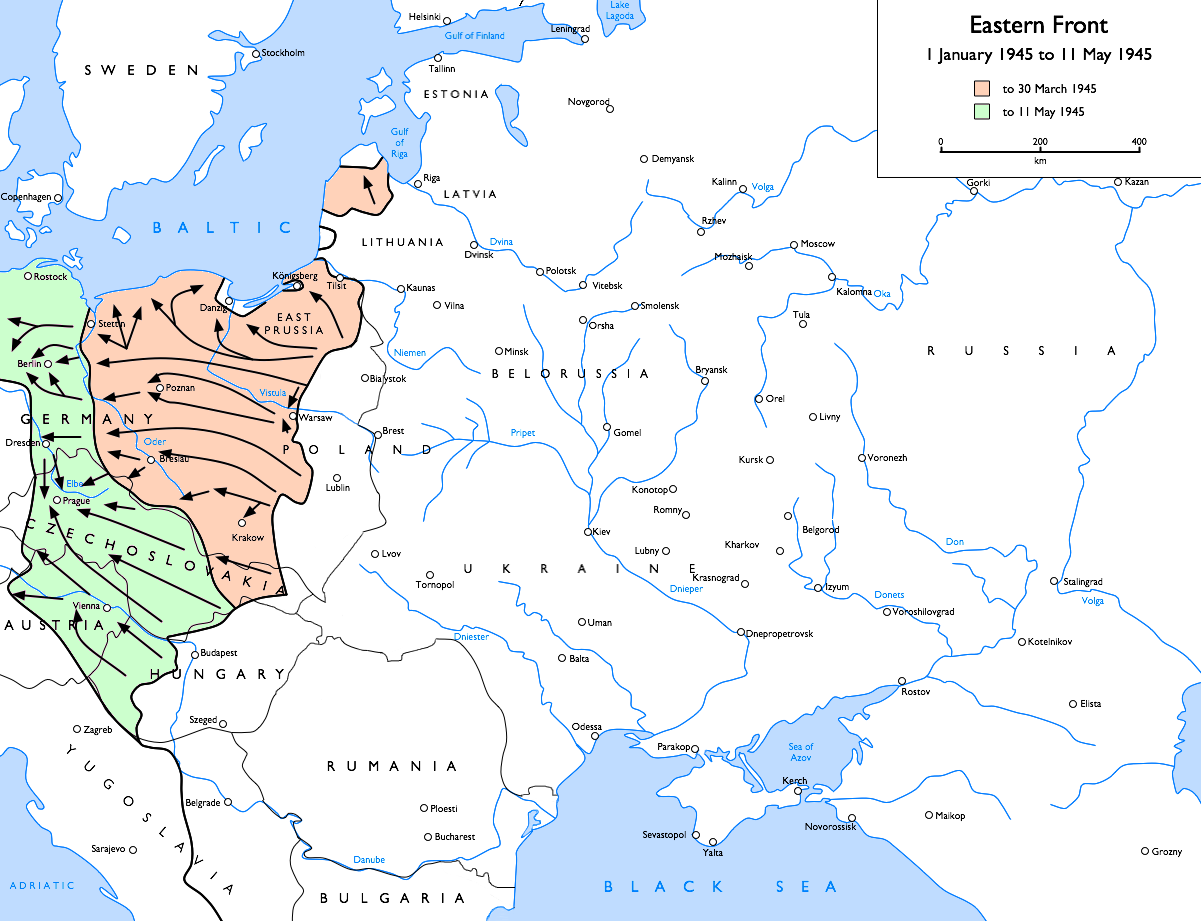
El Front Oriental durant el 1945

L'Ofensiva de la Pomerània Oriental va ser una ofensiva de l'Exèrcit Roig en la seva lluita contra la Wehrmacht al Front Oriental de la Segona Guerra Mundial. S'estengué entre el 10 de febrer al 4 d'abril de 1945. Dissenyada per flanquejar l'avanç principal soviètic cap a Berlín, empenyé als alemanys de la regió de Pomerània i continuà l'Ofensiva de Prússia Oriental.
El 2n Front de Belarús sota el comandament de Konstantin Rokossovsky avançava cap al nord-oest del riu Vístula cap a la regió de Pomerània i la ciutat portuària de Gdańsk (Danzig), amb l'objectiu primari de protegir el flanc dret del 1r Front de Belarús, que es dirigia cap a Berlín. De manera similar, l'Ofensiva de Silèsia del 1r Front Ucraïnès al sud estava dissenyat per protegir el flanc esquerre del 1r Front. La necessitat d'assegurar els flancs van retardar l'avanç final dels soviètics cap a Berlín, originalment previst pel febrer, fins a l'abril. A mitjans d'abril, l'Ofensiva de la Pomerània Oriental, portada a terme per elements dels 1r i 2n Fronts de Belarús, havia aconseguit els seus objectius, arribant a la important ciutat portuària de Szczecin (Stettin).
La decisió de Stalin de retardar l'avanç final cap a Berlín de febrer a abril ha estat objecte de controvèrsia entre tant els generals soviètics com entre els historiadors militars, perquè per un costat s'argumenta que els soviètics haguessin tingut l'oportunitat de capturar Berlín molt més de pressa i amb moltes menys baixes al febrer, mentre que a l'altre costat opinen que el perill de deixar grans formacions alemanyes als flancs podria haver resultat en un contraatac alemany d'èxit i prolongar més encara la guerra. També cal dir que la intenció de Stalin era política, i el retard li permeté ocupar parts significatives d'Àustria (Ofensiva de Viena).

## Batalles
- Batalla de Kołobrzeg, 4-14 de Març